# Chocolate (canción de Kylie Minogue)
«Chocolate» es una canción de la cantante Kylie Minogue para su álbum Body Language del 2004. La canción fue lanzada como tercer sencillo del álbum. Alcanzó el número uno en la Ucrania y Chile, y los diez primeros en Hungría, Rumanía, Rusia y Reino Unido. Una primera versión de "Chocolate" incluye un rap de Ludacris, pero no fue utilizado en la mezcla final. Un clip de un minuto se filtró en julio de 2006 en Internet.

## Vídeo
El video musical que fue dirigido por Dawn Shadforth y fue grabado el 6 y 7 de junio del 2004 en Londres, Inglaterra, con los ensayos: seis días antes de empezar a filmar. El video es un homenaje a la MGM; donde se ve números de baile de jazz y musicales de la época de MGM.
El vídeo tuvo un éxito menor en los canales de música. Aunque no pudo igualar el éxito de sus predecesores, fue un "hit" en los veinte primeros en el Reino Unido, alcanzando el número once en la tabla en radios y televisión número trece en la MTV's Top 20 de Europa.
La versión de la canción utilizada en el video musical (como también se escuchó en la radio) fue regrabada para ser más corta que la pista del álbum actual. Esto incluyó una alteración fundamental con las nuevas voces que hacen eco de un sonido más pop en retrospectiva a más del álbum que es más R&B

## En vivo

### Giras musicales
- Showgirl: The Greatest Hits Tour
- Showgirl: Homecoming Tour

### Especiales de TV
- Money Can't Buy

## Posicionamiento

### Resultado
El 28 de junio de 2004, "Chocolate" fue lanzado en el Reino Unido. La canción se convirtió en el vigesimoséptimo top 10 cuando debutó en el número seis en la lista de sencillos, y pasó un total de siete semanas en el top setenta y cinco. Fuera del Reino Unido, la canción fue un éxito modesto. 
Alcanzó el número catorce en Italia, y fuera del top veinte en Francia, Alemania y España. Su radiodifusión fue limitada y la canción no pudo entrar en los veinte primeros en muchos territorios. Sin embargo logró llegar al número 1 de Croacia Airplay siendo su tercer sencillo consecutivo en liderar esa lista. También destacó en Rumanía, Estonia y Macedonia.
El 12 de julio de 2004, "Chocolate" fue lanzado en Australia donde llegó al catorce. Se gastó un total de 4 semanas en el Top 50.
En Asia llegó al número 1 en Líbano y al 6 en Tailandia. 

### Listas
| Gráfico        | Mejor posición |
| -------------- | -------------- |
| Australia      | 14             |
| Austria        | 58             |
| Canadá         | 19             |
| Europa Hot 100 | 19             |
| Francia        | 69             |
| Alemania       | 43             |
| Hungría        | 7              |
| Irlanda        | 26             |
| Italia         | 14             |
| Países Bajos   | 45             |
| Suiza          | 53             |
| R.Unido        | 6              |